# Jeune Décadente
Jeune Décadente est un tableau peint par Ramon Casas en 1899. Il mesure 46,5 cm de haut sur 56 cm de large. Il est conservé au musée de Montserrat en Catalogne.